# Guillaume Ier de Castelnou

Guillaume Ier de Castelnou, vicomte de Vallespir est un noble catalan du XIe siècle.

## Biographie
Guillaume de Castelnou est le fils de Sentill de Camélas, lui-même fils d'Ansemond, premier seigneur de Camélas, puissant personnage du Vallespir et de son épouse, une certaine Adélaïde. Il a un frère aîné, Udalgar, archiprêtre d'Elne et un frère cadet, Pierre, vicomte de Fenouillèdes. Il obtient par héritage les domaines du Vallespir au sud, tandis que son frère Pierre reçoit ceux de la Fenouillèdes au nord.
Il est le fondateur de la prestigieuse famille de Castelnou, qui sera la plus puissante du Roussillon jusqu'à l'extinction des aînés au début du XIVe siècle. Dès 1003, Guillaume est attesté comme vicomte, il a toujours ce titre en 1006, lors de l'élection de l'abbé de Saint-Genis de Besalu. En 1018, il utilise pour la première fois le titre de vicecomes Asperiensis (« vicomte des Aspres »), puis en 1021, il est cité comme vicecomes de Castro Novo (« vicomte de Castelnou ») dans le testament de Bernard Taillefer, d'après le château devenu siège de son pouvoir.
D'une épouse inconnue, il a deux fils, Jasbert, vicomte de Castelnou et Udalgar, archidiacre d'Elne.
Il n'est plus mentionné dans les actes après 1028.